# 鈴木銀行
鈴木銀行は1897年（明治30年）12月11日、南埼玉郡越ヶ谷町（現在の越谷市）に資本金10万円で設立された銀行。

## 沿革
合資会社鈴木銀行は明治期の相場師鈴木久五郎と実兄鈴木兵衛門が出資した銀行だった。経営は積極的であり1898年（明治31年）5月に鳩ヶ谷支店（埼玉県北足立郡鳩ヶ谷町・現在の川口市）1899年（明治32年）に草加支店（同県北足立郡草加町・現在の草加市）、1902年（明治35年）に東京市日本橋区小網町（現在の東京都中央区日本橋小網町）に東京支店と次々と店舗を開業していった。1903年（明治36年）12月末の主要勘定は資本金10万円（全額払込済み）、積立金51,000円、預金572,496円、貸付金431,839円、と驚くべき好調ぶり示している。
しかし、1907年（明治40年）になり頭取が株式投機に失敗し、3月1日から取り付けにあって預金が急減したので6月26日休業した。同年8月10日、預金者との協議が整って営業を再開した。その協議内容は預金100円未満は即時支払う、100円以上は6ヶ月間据置いて順次支払うというものであった。その後の営業は不振を極めて1919年（大正8年）11月存立期間満了を機に解散した。